# Educació emocional
L‘educació emocional és l'educació centrada en l'àmbit de conèixer i reconèixer els sentiments i emocions, propis i dels altres, i fer-les servir de manera adaptativa. Així doncs, l'educació emocional pretén aprendre a identificar i expressar emocions i sentiments, treballant la forma d'interaccionar amb el món.
Convé distingir, però, entre intel·ligència emocional, competències emocionals i educació emocional.
- Intel·ligència emocional és ‘la capacitat per identificar les pròpies emocions i les dels altres, usar-les per facilitar el pensament, comprendre la complexitat de les emocions i regular-les de manera apropiada’. Segons aquesta definició, la intel·ligència emocional és un constructe hipotètic de la psicologia que complementa la intel·ligència, en sentit clàssic, i la personalitat. Hi ha diferents models d'intel·ligència emocional, cosa que ha originat un debat entre els defensors de cada model i els seus detractors. Nosaltres ens referirem a les aplicacions pràctiques que es deriven d'aquest debat, que són les competències emocionals.
- Les competències emocionals són ‘la capacitat per gestionar de manera adient un conjunt de coneixements, capacitats, habilitats i actituds necessàries per prendre consciència, comprendre, expressar i regular apropiadament els fenòmens emocionals i afectius'. Una anàlisi més detallada de les competències emocionals permet identificar la consciència emocional, la regulació emocional, l'autonomia emocional, la sociabilitat i les habilitats de vida per al benestar (Bisquerra, 2009).
- L'educació emocional és, doncs, ‘el procés educatiu que té com a objectiu el desenvolupament de competències emocionals. És un procés que s'inicia des de la primera infància i està present al llarg de tota la vida’. La fonamentació teòrica de l'educació emocional no es limita a la intel·ligència emocional, sinó que pren en consideració altres referents com ara les aportacions de la neurociència, la tradició de les competències socials, l'autoestima, les investigacions sobre el benestar i la psicologia positiva, etc. Es tracta d'un marc teòric ampli i integrador que fonamenta una proposta d'innovació educativa (Bisquerra i Pérez, 2007; Bisquerra, 2000). Quan parlem d'educació no ens referim a l'escolarització, sinó a l'educació a la família, a la societat, als mitjans de comunicació, etc.

## Objectiu
L'objectiu d'aprendre a identificar i expressar emocions i sentiments gira entorn dels següents aspectes:
- Prendre consciència de les pròpies emocions. Es tracta de desenvolupar la capacitat de reconèixer les emocions i els sentiments en el moment que s'experimenten, en lloc d'apartar-los o ajornar-los si ens resulten incòmodes.
- Dominar les pròpies emocions. Es tracta d'aprendre a controlar les emocions incòmodes un cop la persona hagi acceptat que les està experimentant en aquest moment.
- Reconèixer les emocions dels altres. Al llarg d'aquest aprenentatge i a mesura que la persona vagi aprenent a reconèixer les seves emocions i a expressar-les adequadament, també aprendrà a reconèixer-les amb més facilitat en els altres. Això significa no només que els entendrà, sinó que també sentirà empatia. Ser empàtic significa ser capaç de posar-se al lloc de l'altre, és a dir, ser capaç de llegir emocionalment a les persones en les interaccions amb elles.
- Aprendre a gestionar les relacions amb els altres. Podem aprendre a ser intel·ligents amb les nostres emocions i sentiments i aplicar aquesta intel·ligència a les diferents situacions de la vida diària. L'educació emocional permet adquirir els coneixements necessaris, així com els exercicis concrets orientats al desenvolupament d'aquestes capacitats, sense oblidar el paper fonamental que té la pràctica constant i pacient en l'èxit d'aquesta.

Segons Rafel Bisquerra catedràtic i director de màsters i postgraus en Educació Emocional i Benestar a la Universitat de Barcelona, a més de fundador de Fundació per a l'Educació Emocional (FEM), proposa que els objectius generals de l'educació emocional es poden resumir en els següents termes:
- Adquirir un millor coneixement de les pròpies emocions.
- Identificar les emocions dels altres.
- Desenvolupar l'habilitat de controlar les pròpies emocions.
- Prevenir els efectes perjudicials de les emocions negatives.
- Desenvolupar l'habilitat per generar emocions positives.
- Desenvolupar una major competència emocional.
- Desenvolupar l'habilitat d'automotivar.
- Adoptar una actitud positiva davant la vida.
- Aprendre a fluir.

Exemples d'objectius més específics seria, per exemple:
- Desenvolupar la capacitat per controlar l'estrès, l'ansietat i els estats depressius.
- Prendre consciència dels factors que indueixen al benestar subjectiu.
- Potenciar la capacitat per ser feliç.
- Desenvolupar el sentit de l'humor.
- Desenvolupar la capacitat per diferir recompenses immediates en favor d'altres de més nivell però a llarg termini.
- Desenvolupar la resistència a la frustració.

## Emocions automàtiques o conscients
El sistema emocional de reacció instantània, gairebé reflex, sembla imposar-se a la nostra voluntat conscient i que està ben amagat a les capes més profundes del cervell. El seu fonament es troba en el que els neuròlegs coneixen com a sistema límbic que conjuntament amb l'amígdala i l'hipocamp seria la base i l'assentament de tota passió. Allà sorgeixen les emocions de plaer, disgust, enuig, por i es guarden els "records emocionals" associats amb ells.
Les habilitats per gaudir d'una bona intel·ligència emocional es poden aprendre i sovint es basen en actituds subtils que comporten resultats sorprenents. L'educació emocional intenta potenciar la nostra intel·ligència emocional per tal de facilitar desenvolupar-se a la vida amb èxit i felicitat. Daniel Goleman distingeix dins d'ella cinc habilitats: la capacitat de reconèixer els sentiments propis, d'administrar-los, motivar-se a un mateix, el reconeixement de les emocions dels altres i l'empatia o capacitat per reaccionar correctament davant dels sentiments dels altres. Conèixer aquestes eines ens permetrien moure'ns entre la maror de sentiments i emocions propis i aliens, aquests factors fan que la persona utilitzi el seu potencial cultural i intel·lectual amb prou creativitat per aconseguir-ne la màxima efectivitat.

## Alexitímia
Existeix un trastorn psicològic anomenat alexitímia, i es refereix a éssers humans que són incapaços d'expressar i identificar les emocions. Aquestes persones no tenen emocions, hi són, però han de desenvolupar-les. També tenen dificultats per prendre decisions, ja que en aquest procés no només s'empra la raó, també l'emoció hi té un paper fonamental. La incapacitat d'expressar les emocions provoca que es reflecteixi en el seu estat físic el que no poden expressar, sigui verbalment, pel gest o d'altra manera. Hi ha diferents graus dins de l'alexitímia però poden portar una vida "socialment" normal.
Si l'alexitímia no es tracta, pot degenerar en depressió, aïllament social per falta d'empatia i desenvolupament de problemes psicosomàtics. En alguns casos, deriva en problemes d'alcoholisme, altres drogoaddiccions i trastorns alimentaris. El primer pas és que l'afectat entengui què és l'alexitímia i també podria ajudar de vegades que sigui conscient de l'origen. Després pot anar bé algun tipus d'entrenament en escoltar-se a un mateix i el propi cos, identificar les emocions i acceptar-les, aprendre a gestionar-les de manera adaptativa i valorar els èxits que es vagin assolint.

### Causes
És versemblant que les seves causes s'hagin de buscar en els primers anys de la infància. L'infant, que encara no posseeix estats mentals jerarquitzats i associats a conceptes o paraules, aborda el món de les emocions mitjançant el seu cos. En un estat posterior, els sentiments de desitjos o de còlera es manifesten també mitjançant sensacions somàtiques. Més endavant arriba l'edat en què resulta necessari ordenar aquest conjunt de sensacions orgàniques en un tot coherent, aprendre que els altres experimenten sensacions similars i trobar un codi comú per identificar-les, per poder convertir-se en un ser social i reflexiu.
Els pares protagonitzen un paper molt important en aquesta evolució canalitzant amb les seves paraules les sensacions físiques fins a la mentalització; això és, fins a l'adscripció d'etiquetes a aquestes sensacions, que serviran per identificar-les i comunicar-les. Aquests intercanvis lingüístics és probable que siguin determinants per la formació d'amplis repertoris de sensacions associades a paraules o pensaments.
Al cervell infantil, la informació passa des dels centres de percepció de les emocions fins als centres de categorització, reflexió, llenguatge i de percepció auditiva. Si els pares, per qualsevol raó (depressió, personalitat fràgil, inestabilitat emocional o fins i tot alexitímia) no aporten al nen suficients indicacions verbals sobre les emocions que experimenta; aquest pot trobar-se mancat de paraules, reflex de la pobresa de sentiments identificats.
És probable que més endavant es refereixi sistemàticament a les seves sensacions corporals, sense aconseguir que les sensacions tinguin accés al nivell dels estats mentals, del còrtex, del llenguatge.

## Factors
Aquestes habilitats es poden aprendre i estimular, sobretot en l'edat escolar, en aquest sentit, hi ha una clara diferència d'actituds després de l'aprenentatge. Alguns "factors" són saber comunicar i fer-se entendre; posar-se a la pell dels altres o l'empatia, tenir iniciativa i adaptar-se a les circumstàncies.
Altres "factors" de la intel·ligència emocional:
- Confiança en un mateix.
- Visió optimista de la realitat.
- Autocontrol dels propis impulsos.
- Bona canalització de l'estrès.
- Tolerància a la frustració.
- Autocrítica constructiva.
- Capacitat per aprendre dels propis errors i per rectificar-los.
- Actitud innovadora.
- Creació d'objectius personals.
- Constant motivació a un mateix.
- Flexibilitat i sentit pràctic a l'hora d'encarar les dificultats.

## Resultats de treballar l'educació emocional
Segons Rafael Bisquerra catedràtic i director de màsters i postgraus en Educació Emocional i Benestar a la Universitat de Barcelona, a més de fundador de Fundació per a l'Educació Emocional (FEM), proposa que els efectes de l'educació emocional comporten resultats tals com:
- Augment de les habilitats socials i de les relacions interpersonals satisfactòries.
- Disminució de pensaments autodestructius, millora de l'autoestima.
- Disminució en l'índex de violència i agressions.
- Menor conducta antisocial o socialment desordenada.
- Menor nombre d'expulsions de classe.
- Millora del rendiment acadèmic.
- Disminució en la iniciació al consum de drogues (alcohol, tabac, drogues il·legals).
- Millor adaptació escolar, social i familiar.
- Disminució de la tristesa i simptomatologia depressiva.
- Disminució de l'ansietat i l'estrès.
- Disminució dels trastorns relacionats amb el menjar (anorèxia, bulímia).

## Educació emocional a l'escola
Posar en pràctica l'educació emocional a l'escola requereix uns requisits, alguns dels quals es comenten a continuació. El primer pas és la sensibilització i la formació del professorat. Sobre aquest punt es manifesta una major predisposició del professorat d'infantil i primària que no del de secundària. Però en els dos casos falta molta formació perquè el professorat tingui competències emocionals i es pugui sentir segur en el moment de posar-les en pràctica. L'equilibri emocional del professor es transmet i contagia els nens a través d'un to de veu suau, uns gestos alegres i simpàtics o unes carícies.
El professorat amb una formació mínima ho pot posar en pràctica en primer lloc a través de la tutoria, que és el primer espai idoni per introduir activitats encaminades al desenvolupament de competències emocionals. Les activitats poden ser molt diverses i a l'apartat següent es donen alguns suggeriments.
Per poder parlar d'educació emocional en una escola no n'hi ha prou de fer una xerrada, aprofitar l'ocasió d'un conflicte o qualsevol activitat esporàdica que es consideri pròpia de l'educació emocional. Tot això és important, però no és suficient.
L'educació emocional posada en pràctica de manera efectiva ha de ser planificada, intencional, sistemàtica i demana una dedicació mínima. Planificada vol dir que des del començament del curs s'han de determinar uns objectius, uns continguts i unes activitats mínimes. Per tant, no depèn de si es presenta l'ocasió per posar-la en pràctica o no; també cal incloure-la en el centre: en el PEC (Projecte educatiu del centre), en el PCC (Projecte curricular del centre) i en el PAT (Pla d'acció tutorial). Però aconseguir que l'educació emocional es manifesti clarament en aquests documents no és fàcil. Requereix un procés de conscienciació del professorat, de formació i d'una implantació progressiva que pot durar dos o tres anys, i fins i tot més. Però és un procés necessari per aconseguir la implicació de la major part del professorat i evitar que sigui un treball fet per un professor o professora per voluntat pròpia. Això últim està molt bé com a punt de partida, però no hauria de quedar així. Convé deixar molt clar que una activitat educativa emocional sistemàtica és molt més que l'educació ocasional o circumstancial. S'estima que una educació emocional sistemàtica requereix un mínim de deu sessions d'una hora en un mateix curs escolar durant un mateix trimestre o distribuït al llarg del curs. Així, doncs, el desenvolupament de les competències emocionals requereix una llarga pràctica i un entrenament continuat.
Per afavorir-lo, l'ideal és la implicació de tot el professorat, de tal manera que l'educació emocional estigui present en totes les àrees acadèmiques com si es tractés d'un tema transversal. A tota matèria podem donar-li una dimensió emocional i utilitzar-la per desenvolupar competències emocionals.
La manera més efectiva de posar en pràctica l'educació emocional és aplicant programes. Un programa és ‘el pla d'acció o actuació, sistemàtica i organitzada, que defineix unes metes educatives que es consideren valuoses'. És una estratègia diferent d'una intervenció espontània o ocasional sense perspectives de continuïtat. Intervenir per programes significa incloure, com a mínim, objectius, continguts, activitats i una fase d'avaluació (vegeu la bibliografia en què es detallen diversos llibres específics amb programes d'educació emocional destinats a diversos nivells educatius).
Alguns suggeriments sobre aquest tema, en relació amb els infants, són: que la persona que educa ha de deixar expressar, sense prohibicions, les emocions que sentin els nens; ha d'animar-los a fer-ho i a legitimar les seves emocions; ha de tenir en compte el llenguatge emocional a través del cos i la paraula; ha de fer que els nens i nenes es familiaritzin amb estratègies que fomentin el benestar; ha de permetre que l'infant s'equivoqui i aprengui a ser més autònom emocionalment; ha de preparar espais perquè el nen o la nena estableixi relacions socials sanes; ha de facilitar la participació i la col·laboració de les famílies a l'escola, i ha de fer-li comprendre que de l'emoció no necessàriament se’n deriva un determinat comportament, sinó que aquesta es pot regular (per exemple, la ira no ha de comportar sempre violència).
L'educació emocional s'ha de practicar mitjançant metodologies vivencials i participatives que prevegin l'experiència personal del nen o la nena, el seu entorn i les seves necessitats, per exemple: no s'ha de prohibir plorar al nen quan en té ganes; en canvi se li pot dir: “Si vols plorar, pots fer-ho. Comprenc que et sentis trist perquè enyores la teva mare”. Viure amb els nens el dia a dia ens pot ajudar per ensenyar-los a posar nom als seus sentiments i emocions, i per fer-los reconèixer les emocions d'un mateix i les dels altres. Perquè hem de comprendre que l'infant té dret a expressar el que sent i ser respectat per expressar-ho, de la mateixa manera que es respecta les altres persones. L'adult ha d'ajudar a canalitzar les emocions que li generin malestar i potenciar les emocions positives.
Una manera de proporcionar un bon clima d'afecte i seguretat és demanar a les famílies que puguin proporcionar-nos materials que formin part de les experiències del nen (com ara joguines, fotografies i objectes) i ocupin un lloc significatiu per a ell.
La música, els titelles, els contes i el joc són quatre recursos excel·lents que ajuden a treballar l'educació emocional. La música, amb la seva varietat d'estils, desperta les emocions i les deixa fluir. Els titelles faciliten bones dinàmiques i s'hi creen vincles emocionals. Els contes permeten que els nens s'identifiquin amb els seus personatges i amb els seus sentiments; genera vincles emocionals i és un bon recurs perquè canalitzin les seves emocions. El joc facilita la interacció i l'expressió lliure dels sentiments i emocions. També les experiències que es puguin compartir en espais de treball individual o en grup són una bona oportunitat per afavorir l'educació emocional.

## Propostes per a la pràctica
De cara a la posada en pràctica de l'educació emocional, tant a l'escola com en la família, es presenten en aquest apartat alguns suggeriments. A vegades ens referim a les famílies i altres al professorat. Però en la majoria de casos podríem referir-nos a l'adult educador, entès com a mare, pare, professor o professora.
Com puc comprendre i legitimar que el nen s'està enfadant si no puc reconèixer en mi mateix l'emoció de la ràbia? Ja ho deia Sòcrates: “Coneix-te a tu mateix”. El camí del desenvolupament de competències emocionals comença per un mateix. Els pares i mares són models de comportament per als seus fills. Per això és necessari que desenvolupin les competències emocionals a fi d'afavorir la dels seus fills.
Una proposta per començar aquest camí de desenvolupament personal és que l'adult connecti diverses vegades al dia amb el seu estat emocional; cal identificar què està sentint en aquest moment. Una bona manera de començar a treballar la nostra consciència emocional pot ser responent a qüestions com són: “Com em sento?”, “Per què em sento així?”, “Com estic manifestant el que estic sentint?”, “Aquesta emoció, m'ajuda a superar la situació que visc o el moment actual?”, “Quina estratègia puc aplicar per mantenir-la?” O bé, “Què puc fer per canviar-la i sentir-me millor?”
El següent pas és ajudar els nostres fills o alumnes a detectar com se senten. Com més aviat comencem a treballar-hi millor. S'ha demostrat que els nens que han començat a desenvolupar la seva intel·ligència emocional a l'edat de 2 o 3 anys, quan tenen 6 anys es mostren més cooperatius, amables i amb més competència social respecte de la resta, i també obtenen un rendiment acadèmic superior en diverses matèries, per exemple les matemàtiques o la llengua.
És necessari ensenyar els fills a connectar amb si mateixos perquè puguin identificar com se senten, i comprendre que això afecta el seu comportament. Qualsevol situació de la vida quotidiana és bona per practicar i desenvolupar la consciència emocional. És positiu que prenguin consciència de les seves emocions, tant si estan contents com si estan tristos, enfadats, sorpresos, temorosos, etc.
Ser capaç de posar nom a les pròpies emocions i a les dels altres és un indicador de competència emocional. Una bona manera de desenvolupar aquesta competència és que els pares i les mares ho posin en pràctica i donin exemple; per això és important que els pares verbalitzin els seus estats d'ànim: quan estan contents, enfadats, tristos, etc. Això contribueix a ampliar el vocabulari emocional i a conèixer- se un mateix.
Un aspecte important és treballar amb els fills la causa que els ha originat una determinada emoció; trobar la millor manera d'expressar-la i identificar els gestos relacionats amb cadascuna de les emocions.
Convé destacar que totes les emocions són legítimes i, per tant, és necessari acceptar-les. Ara bé, malgrat la legitimitat de les emocions, el comportament automàtic que se’n deriva (per exemple, l'atac va associat a la ira) no és sempre l'adequat. La impulsivitat pot ser un perill causant de múltiples problemes i conflictes. És important que els fills aprenguin, per exemple, la diferència entre estar enfadat (és totalment legítim) i pegar el seu amic pel fet de sentir impulsivitat. No és legítim ni acceptable pegar algú a conseqüència d'un comportament impulsiu.
Algunes activitats per fomentar el desenvolupament de la consciència emocional són les següents:
- Dibuixar cares que expressin diferents emocions (per exemple, tristesa, disgust, ràbia).
- Amb fills adolescents es pot treballar el diari emocional. Una manera de fer-ho és animant-los a anotar en el diari com se senten. Aquesta activitat es pot fer de tant en tant, però sobretot és important fer-la quan hagin viscut una situació d'emocions intenses. A partir de la presa de consciència han de reflexionar sobre la necessitat de canviar l'emoció i què poden fer per canviar-la (en cas que calgui).
- Situar-se davant d'un mirall pot ser un bon recurs perquè observin com canvien en ells i en l'adult els gestos facials propis de cada emoció.
- Davant algun succés important podem ajudar-los a connectar amb l'emoció que senten en aquest moments, posar-li nom i detectar el perquè d'aquest sentiment.
- Quan el nen o nena està passant per alguna malaltia de llarga durada, és important que sigui conscient de quines emocions està sentint. Això té dos objectius: fer-li comprendre què sent i ajudar-lo a veure què pot canviar la seva emoció per una altra que sigui més beneficiosa en aquest moment.

En moments de malaltia és crucial aprendre a gestionar les emocions. Diverses investigacions han demostrat l'efecte de les emocions positives en la salut i en les relacions interpersonals. Alguns dels beneficis que produeix la vivència d'emocions positives són: disminució del dolor, reducció de la pressió sanguínia, disminució dels nivells d'adrenalina associats a l'ansietat, promoció de la calma, creació d'un estat de major benestar, millora de l'estat d'ànim i del sentit de l'humor, i potenciació de les funcions del sistema immunitari.
És important que els pares i el professorat ajudin l'infant a detectar si està estressat, enfadat, trist, per exemple. Quant a la regulació, hi ha diverses estratègies. Una, de gran efectivitat és la música: és bo saber quin tipus de música pot ajudar a canviar un estat d'ànim en funció de les preferències personals.
Jugar junts també fomenta viure experiències emocionals positives amb els fills, establir-hi una relació positiva i desenvolupar-se emocionalment. Així, mitjançant el joc aprenen a augmentar la seva tolerància a la frustració, a controlar la impulsivitat, a respectar els torns de paraules i a escoltar amb més atenció. Alhora, el joc és una oportunitat òptima per riure, fomentar el sentit de l'humor i les emocions positives.
Fer carícies i donar mostres d'afecte formen part de les manifestacions emocionals íntimes. Tots necessitem carícies i mostres d'afecte, independentment de l'edat i de les relacions socials que mantinguem. Hi ha moltes formes d'acariciar. Una és manifestar agraïment, reconèixer el que l'altre ha fet bé, un contacte físic subtil, etc. Rebre i donar carícies ajuda a sentir-nos bé i a compartir emocions positives. El contacte corporal ens permet mostrar el nostre amor cap a l'altre. L'amor és una de les emocions positives que cal fomentar, desenvolupar i mantenir en la relació amb els nostres fills. És imprescindible mostrar-los l'amor que sentim per ells a partir del llenguatge corporal.
Finalment, cantar i ballar ajuda a generar benestar. Convé fomentar espais on mantenir amb els nostres fills una comunicació caracteritzada per l'obertura i la confiança. És fonamental respectar els seus comentaris i opinions amb tolerància, sense jutjar-los i respectant els seus sentiments. “El moviment es demostra caminant”: els primers que han de mostrar aquesta obertura i confiança són els pares quan expliquen i parlen, per exemple, sobre els seus problemes o emocions.